# Böhmerwald-Hochland
Das Böhmerwald-Hochland (tschechisch: Šumavská hornatina) ist ein geomorphologisches Gebiet im Süden des Böhmischen Waldes. Es liegt im Südwesten Böhmens, im Nordosten Bayerns und in Nordösterreich. Neben den höchsten Teilen des Böhmischen Waldes umfasst es auch das Nowohradské-Gebirge und ausgedehnte Hochländer und Ausläufer. Der höchste Punkt ist der Große Arber im bayerischen Teil des Böhmischen Waldes. Auf tschechischem Gebiet liegt der Plechý mit 1378 m.
Auf deutschem (bayerischem) Gebiet überschneidet es sich teilweise mit dem Gebiet Oberpfälzisch-Bayerischer Wald, das innerhalb der geomorphologischen Teilung Deutschlands definiert ist.

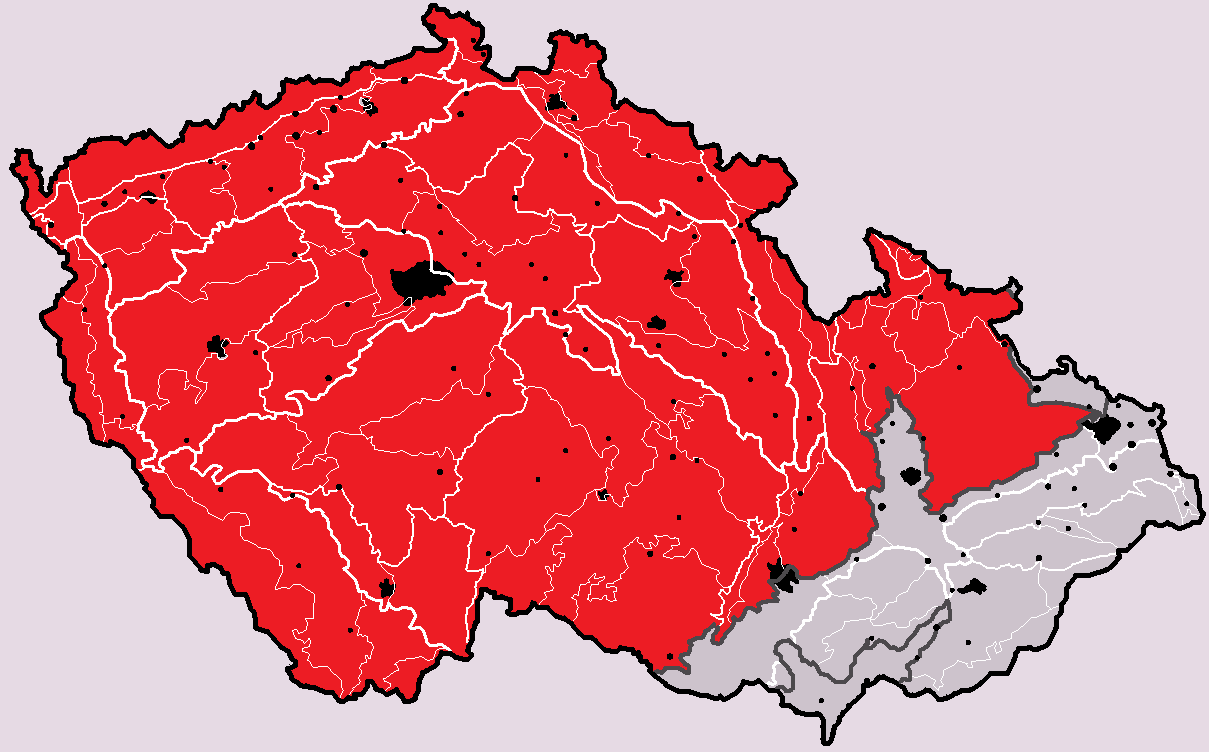
Böhmische Masse (Česká vysočina)
Geomorphologische Einteilung Tschechiens mit der Hauptgruppe der Böhmischen Masse (Česká vysočina, rot markiert)

## Lage und Ausdehnung
Nach der tschechischen Klassifikation ist das Hochland von Šumava in 4 geomorphologische Einheiten unterteilt:
- Šumava (Böhmerwald, Hinterer Bayerischer Wald)
- Šumavské podhůří
- Novohradské hory (Gratzener Bergland)
- Novohradské podhůří

Nach der geomorphologischen Abteilung Deutschlands ist der entsprechende Teil des Oberpfälzisch-Bayerischen Waldes wie folgt unterteilt:
- 403 Hinterer Bayerischer Wald (Zadní Bavorský les)
- 404 Regensenke (Řezenská sníženina)
- 405 Vorderer Bayerischer Wald (Přední Bavorský les)
- 406 Falkensteiner Vorwald (Falkenštejnské podhůří)
- 407 Lallinger Winkel (Lallingský kout)
- 408 Passauer Abteiland und Neuburger Wald (Pasovské opatství a Neuburský les)
- 409 Wegscheider Hochfläche (Wegscheidská náhorní plošina) – Es liegt an der bayerisch-österreichischen Grenze

Nach der geomorphologischen Teilung Österreichs ist der österreichische Teil des Hochlandes von Šumava wie folgt unterteilt:
- Böhmerwald (BW, Šumava)
- Südliche Böhmerwaldausläufer (SBA, Jižní výběžky Šumavy)
- Zentralmühlviertler Hochland (ZMH, Středomühlviertelská vrchovina)
- Donauschlucht und Nebentäler (DSN, Soutěska Dunaje a boční údolí)
- Sauwald (SW, Sviní les)
- Südliche Mühlviertler Randlagen (SMR, Jižní okraje Mühlviertlu)
- Eferdinger Becken (EB, Eferdingská pánev)
- Linzer Feld (LF, Linecké pole)
- Leonfeldner Hochland (LH, Leonfeldenská vrchovina)
- Freiwald und Weinsberger Wald (FWW, Novohradské hory a Weinsberger Wald)
  - Freiwald
  - Weinsberger Wald
  - Ostrong
  - Jauerling
- Aist-Naarn-Kuppenland (ANK, Aistsko-naarnská vrchovina)

## Geomorphologische Klassifizierung
- System: Hercynisch
- Untersystem: Hercynisches Gebirge
- Provinz: Böhmische Masse (Česká vysočina)
- Subprovinz: Böhmerwald-Subprovinz (Šumavská subprovincie)
- Gebiet: Böhmerwald-Hochland (Šumavská hornatina)
- Haupteinheiten: Böhmerwald (Šumava), Vorland des Böhmerwalds (Šumavské podhůří), Gratzener Bergland (Novohradské hory), Gratzener Gebirgsvorland (Novohradské podhůří)